# Різанина в Беері
Різанина в Беері — 7 жовтня 2023 близько 70 бойовиків визнаної в ряді країн терористичного угруповання ХАМАС напали на кібуц Беері. Внаслідок нападу було вбито щонайменше 108 осіб, у тому числі жінки, діти та місячні немовлята. Також було спалено десятки будинків. Цей інцидент стався одночасно із серією інших цивільних та військових сутичок у численних ізраїльських громадах поблизу сектору Газа.

## Фон
Кібуц Беері — це кібуц, заснований ветеранами, розташований на периферії Гази з 1946 року. До нападу в кібуці налічувалося близько тисячі людей.

## Хід подій
Вранці 7 жовтня 2023 року о 6:30 бойовики розпочали ракетний обстріл кібуца. Близько 70 бойовиків проникли в кібуц на мотоциклах і транспортних засобах, вбили співробітників служби безпеки на вході та почали ходити від будинку до будинку, розстрілюючи жителів. Багато жителів кібуцу намагалися сховатися у сховищах, але бойовики підривали двері притулків і вбили тих, хто був усередині. У інших мирних жителів бойовики ХАМАСа зв'язали руки позаду і відвели убік сектора Гази.
Приблизно через 12 годин прибули сили ЦАГАЛю і знищили більшу частину бойовиків. Кібуц зазнав важких людських жертв і матеріальних втрат, перетворившись на руїни. Кібуц було повністю зруйновано.
Кібуц зазнав великих людських і матеріальних втрат, залишившись спустошеним і зруйнованим. Йосі Ландау, регіональний керівник благодійної організації ZAKA, заявив Sky News, що близько 80% тіл у Беері та Кфар-Азі мали сліди катувань, і що він знайшов "дві купи по десять дітей у кожній, прив'язаних до спини, спалених до смерті" у Беері.

### Ті, що вижили
Пізніше місцевий житель розповів The Times of Israel, що кібуц був "повністю зруйнований". Ясмін Порат, ізраїльська заручниця в Беєрі, розповіла в інтерв'ю, що ХАМАС утримував її та інших заручників протягом двох днів, доки 9 жовтня не увійшли ізраїльські військові.  Порат сказала, що ізраїльські солдати вбивали як заручників, так і заручників[уточнити], і що ізраїльський танк підірвав будівлі, в яких утримувалися заручники. Інший житель, який був відсутній під час нападу, сказав, що ізраїльські сили отримали контроль лише в понеділок увечері, після того, як командири на місцях прийняли складні рішення, в тому числі про обстріл будинків з їхніми мешканцями, не знаючи, живі чи мертві заручники, що перебували в них.